# Animal Diversity Web
Animal Diversity Web — онлайн база даних з інформацією про класифікацію, характеристики видів, збереження, поширення й ін. про тисячі видів тварин і кілька сотень статтів про вищі таксономічні групи. Вебсайт містить тисячі фотографій, сотні звукових кліпів та віртуальний музей.
ADW був створений 1995 року Філіпом Маєрсом, колишнім професором біології в Університеті Мічигану. Наповнення інформацією переважно забезпечується студентами магістрантами. ADW співпрацювала з 30 коледжами та університетами по всій території Сполучених Штатів. Студенти магістрантів часто подають звіти про види як частину вимог до курсу. Кожен звіт досліджується й редагується як професорами, так і співробітниками ADW. Це надає можливість студентам відчути реальні приклади переплетення навичок письма та біології, а також додає ефективного внеску на сайт. Експерти з Університету Мічигану та інших країн також пропонують вміст до статей про вищі таксономічні рівні.

## Зовнішні посилання
- The Animal Diversity Web [Архівовано 27 березня 2015 у Wayback Machine.]